# أدرنغة
أدرنغة هي قرية في مقاطعة كرج، إيران. عدد سكان هذه القرية هو 302 في سنة 2011.